# Parc national de Praslin
Le parc national de Praslin est un parc national des Seychelles situé sur l'île de Praslin. Créé en 1979, il recouvre 675 hectares et entoure la réserve naturelle de la vallée de Mai.
Le parc et ses alentours sont reconnus zone importante pour la conservation des oiseaux depuis 2001.